# Joachim Stein
Joachim „Schdaini“ Stein (* 10. Mai 1959; † 5. Februar 2023 in Stuttgart) war ein deutscher LSBTIQ*-Aktivist und Gründer mehrerer Vereine und Initiativen. 2022 wurde ihm für sein Engagement die Staufermedaille des Landes Baden-Württemberg verliehen.

## Leben und Wirken
Joachim Stein wuchs in Mühlheim in der Gemeinde Sulz am Neckar auf. Ab 1988 war er beim Stadtjugendring Stuttgart als Finanzreferent und stellvertretender Geschäftsführer tätig.
Im Februar 1990 gründete Stein den Arbeitskreis Homosexualität innerhalb der Gewerkschaft öffentliche Dienste, Transport und Verkehr (ÖTV). 1993 fungierte er als Initiator und Mitgründer des Freien Radios Stuttgart, dessen Vorstand er mit einem Jahr Unterbrechung bis zu seinem Tod angehörte. Auf Steins Initiative hin fand 1995 in Kooperation mit dem DGB das erste Schwule Sommercamp in Markelfingen am Bodensee statt.
1996 initiierte Stein die Gründung des Zentrum Weissenburg, um dem Bedarf an Räumlichkeiten für verschiedene Stuttgarter Vereine, insbesondere der Initiativgruppe Homosexualität Stuttgart e.V., welcher Stein seit 1989 angehörte, Rechnung zu tragen. Stein gehörte bis zu seinem Tod dem geschäftsführenden Vorstand des Weissenburg e.V. an. Unter seiner Mitwirkung konnten mehrere hauptamtliche Stellen in der Beratung von LSBTIQ*-Menschen geschaffen werden. 2016 initiierte er unter dem Dach der Weissenburg das Projekt „Regenbogen Refugium“, welches sich mit zwei hauptamtlichen Stellen um die Beratung von LSBTIQ*-Geflüchteten kümmert.
Im Jahr 2000 fungierte Stein als Mitgründer der Interessensgemeinschaft CSD Stuttgart, an deren Satzung er maßgeblich mitwirkte. 2009 war Stein Gründungsmitglied der Initiative Lern- und Gedenkort Hotel Silber, welche sich unter anderem die Erinnerung an die Verfolgung von Homosexuellen in der NS-Zeit zur Aufgabe gemacht hat. 2012 war er Initiator und Mitgründer des Netzwerk LSBTTIQ Baden-Württemberg.
Steins letztes großes Projekt war das Regenbogenhaus Stuttgart, welches seine Vision einer gemeinsamen Anlaufstelle für LSBTIQ*-Menschen in der Region Stuttgart umsetzen und die Zusammenarbeit der verschiedenen Vereine und Organisationen weiter verbessern soll. Die Projektstudie wird vom Zentrum Weissenburg koordiniert und von der Stadt Stuttgart unterstützt.
Joachim Stein starb am 5. Februar 2023 überraschend. Am selben Tag fanden im Zentrum Weissenburg die Feierlichkeiten zum 27. Geburtstag der Weissenburg statt.

## Auszeichnungen
- 2022: Auszeichnung mit der Staufermedaille des Landes Baden-Württemberg